# Heteroteucha occidua
Heteroteucha occidua là một loài bướm đêm thuộc họ Oecophoridae. Nó được tìm thấy ở Lãnh thổ Thủ đô Úc, New South Wales, Queensland, Tasmania và Victoria.
Ấu trùng ăn lá chết của loài Eucalyptus mannifera và Eucalyptus bicostata. Chúng sống trong một kén bằng lá cây chết.